# Френк О'Мара
Френк О'Мара (англ. Frank O'Mara, нар. 17 липня 1960) — ірландський легкоатлет, який спеціалізувався на бігу на середні та довгі дистанції.

## Спортивні досягнення
Учасник олімпійських змагань з бігу на 1500 метрів (1984) та 5000 метрів (1988, 1992) — щоразу зупинявся на попередніх стадіях змагань.
Дворазовий чемпіон світу в приміщенні з бігу на 3000 метрів (1987, 1991). Фіналіст (5-е місце) чемпіонату світу в приміщенні з бігу на 3000 метрів (1989).
Фіналіст (8-е місце) чемпіонату Європи з бігу на 1500 метрів (1986). Фіналіст (13-е місце) чемпіонату Європи з бігу на 5000 метрів (1994).
Фіналіст (4-е місце) чемпіонату Європи в приміщенні з бігу на 3000 метрів (1985).
Чемпіон США в приміщенні з бігу на 1 милю (1989).
Співволодар (разом з Реєм Флінном, Імонном Когленом та Маркусом О'Салліваном) вищого світового досягнення з естафетного бігу 4×1 милі — 15.49,08 (1985).